# 신백현중학교
신백현중학교(新柏峴中學校)는 대한민국 경기도 성남시 분당구 백현동에 있는 공립 중학교이다.

## 학교 연혁
- 2009년 12월 21일 : 신백현중학교 24학급 설치(조례 제4001호)
- 2010년 1월 11일 : 신백현중학교 설립 인가
- 2010년 3월 1일 : 초대 신용철 교장 취임
- 2010년 3월 2일 : 신백현중학교 개교
- 2010년 3월 2일 : 신입생 85명 입학
- 2011년 2월 10일 : 제1회 61명 졸업
- 2024년 1월 8일 : 제14회 109명 졸업
- 2024년 3월 1일 : 제6대 조윤금 교장 취임
- 2024년 3월 4일 : 신입생 4학급 117명 입학식

## 참고 자료
- 신백현중학교 - 한국교육학술정보원 학교알리미